# Omomantis zebrata
Omomantis zebrata är en bönsyrseart som beskrevs av Toussaint de Charpentier 1843. Omomantis zebrata ingår i släktet Omomantis och familjen Mantidae. Inga underarter finns listade i Catalogue of Life.